# Kennedy Town (stacja MTR)
Kennedy Town (chiński: 堅尼地城) – jedna ze stacji MTR, systemu szybkiej kolei w Hongkongu, na Island Line. Została otwarta 28 grudnia 2014. 
Znajduje się na wyspie Hongkong w obszarze Kennedy Town, w dzielnicy Central and Western. Jest zachodnim krańcem linii.